# Ásmundur Sveinsson

Die Skulptur Sonatorrek

Ásmundur Sveinsson (* 20. Mai 1893 auf dem Hof Kolstaðir in der Dalasýsla; † 9. Dezember 1982 in Reykjavík) war ein isländischer Bildhauer. Bei ihm handelt es sich um einen der ersten isländischen Künstler, die international Anerkennung erlangten.

## Ausbildung
Er studierte an der Akademie der Schönen Künste in Schweden bei Carl Milles.

## Themen
Seine bildhauerischen Werke orientieren sich thematisch am Alltagsleben und an der Technik, aber auch mythische Inhalte aus Sagas seiner Heimat werden verarbeitet. Ein Beispiel hierfür wäre etwa die Skulptur Sæmundur und der Seehund vor dem Universitätshauptgebäude in Reykjavík.

## Kunst für alle
Der Künstler vertrat die Ansicht, dass Kunstwerke nicht nur einer kleinen Elite, sondern allen Menschen zugänglich sein sollten und befürwortete daher sehr ihre Aufstellung an öffentlichen Orten. Andere Werke Ásmundurs findet man z. B. in Reykjavík im Laugardalur (Die Wasserträgerin), an der Snorrabraut (Der Schmied), neben dem Höfði (Einar Benediktsson) oder im Weiler Borg í Mýri bei Borgarnes (Sonatorrek). Die abgebildete abstrakte Skulptur stellt den Sagahelden Egill dar, der seinen toten Sohn auf den Armen trägt. Der Titel des Werkes bezieht sich auf das gleichnamige Gedicht von Egill, eines der berühmtesten der isländischen Literatur, in dem er den Tod seiner Söhne betrauert.

## Museum Ásmundarsafn

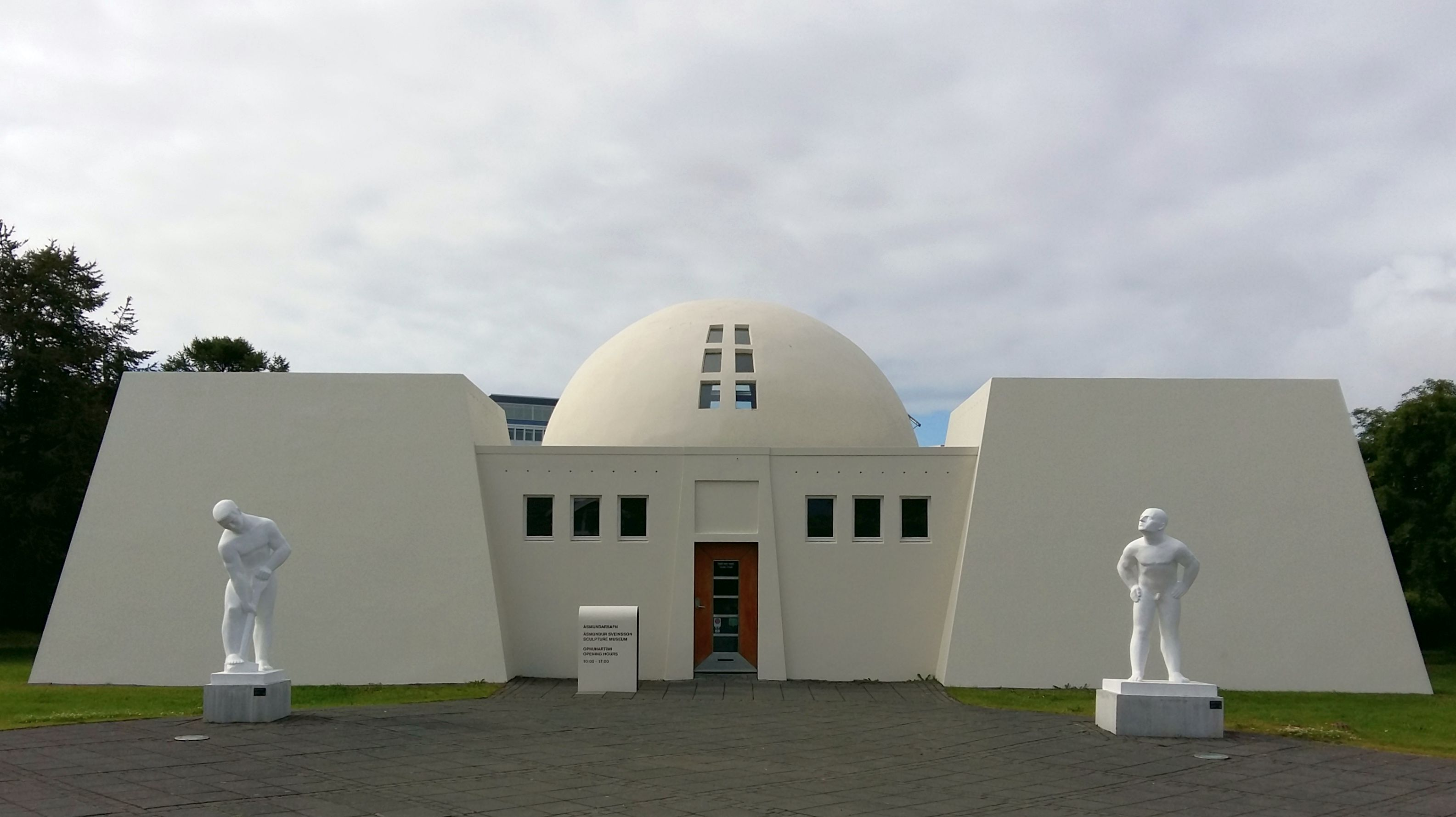
Ásmundarsafn

Außerdem hat man das architektonisch sehr interessante ehemalige Wohnhaus des Künstlers im Laugardalur in Reykjavík in ein Museum umgewandelt (Ásmundarsafn).
Das Haus wurde in den 1940er Jahren nach eigenen Entwürfen des Künstlers erbaut. Der Stil erinnert an Le Corbusier. Der sich anschließende Skulpturengarten ist frei zugänglich.

Werke (Auswahl)
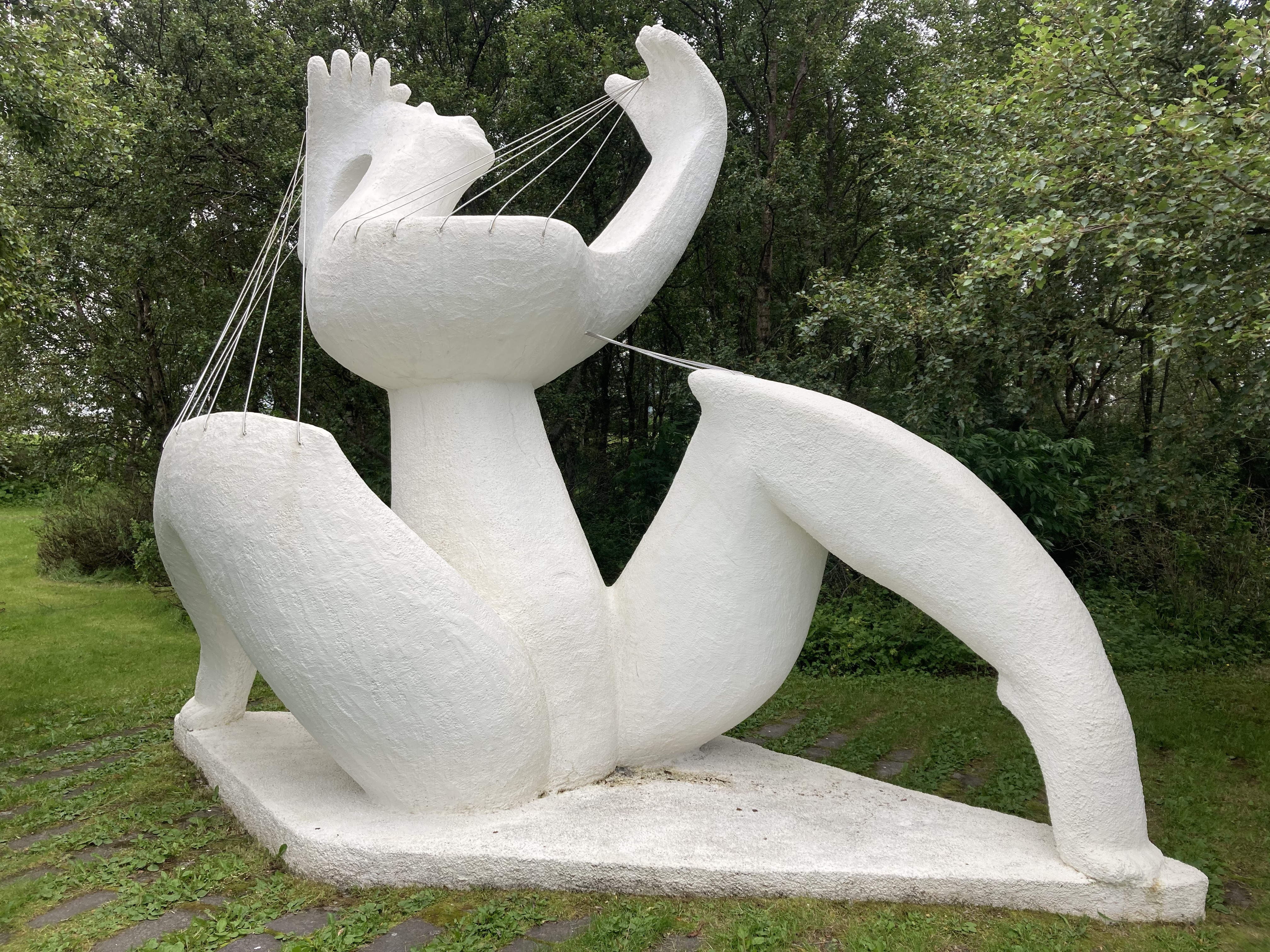
Töne des Meeres (1950)
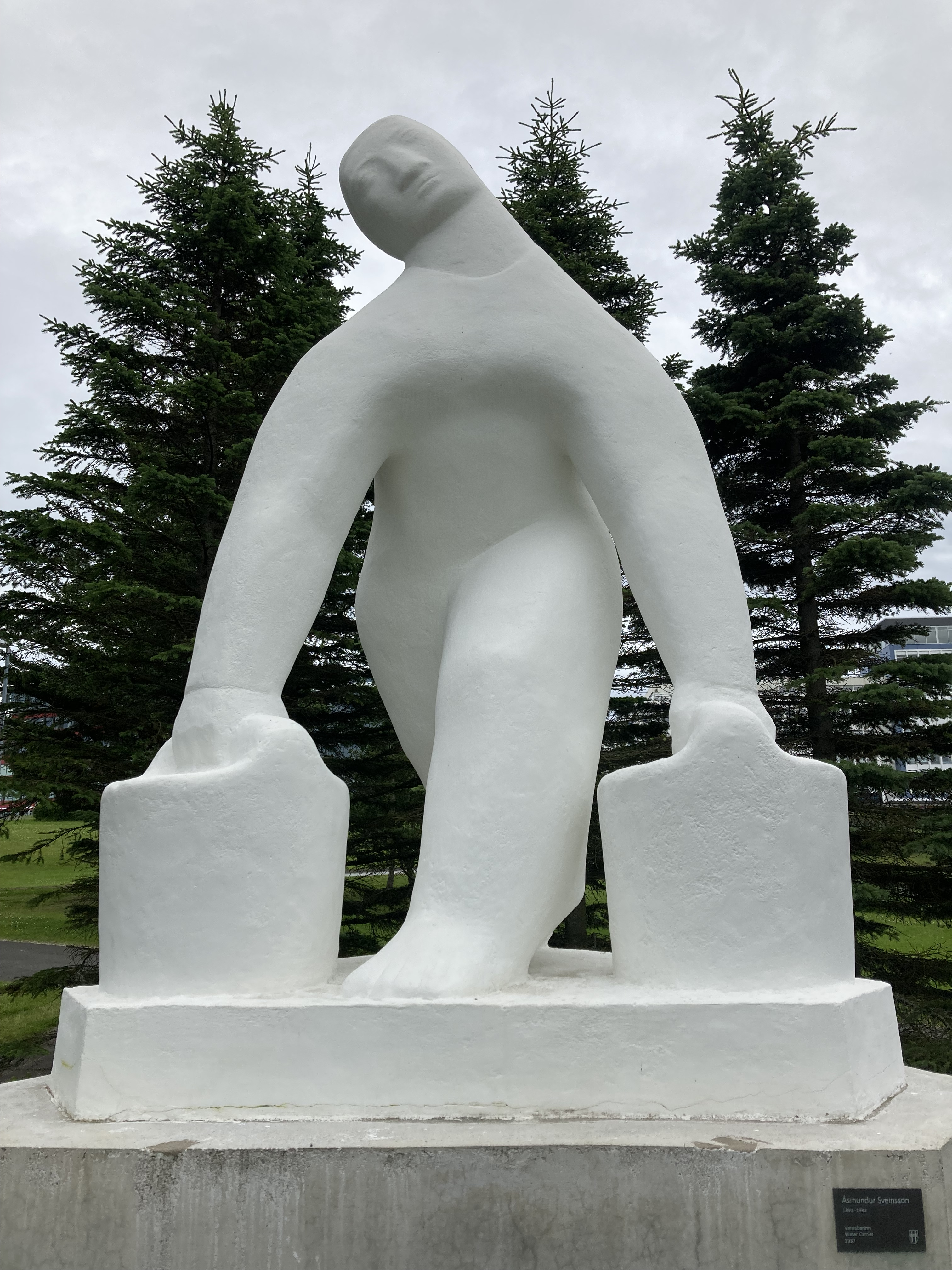
Wasserträger (1937)
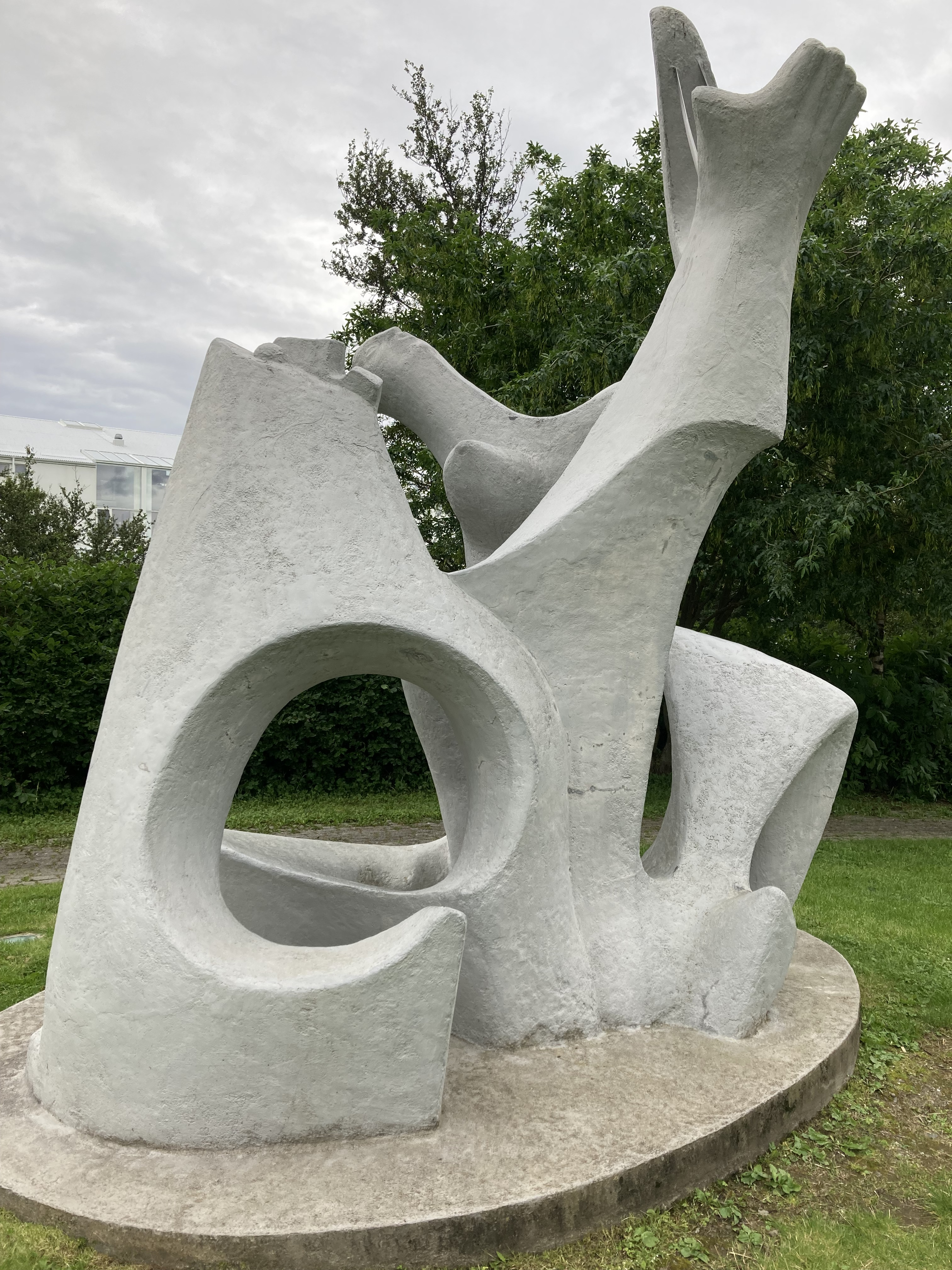
Zauberin (1948)
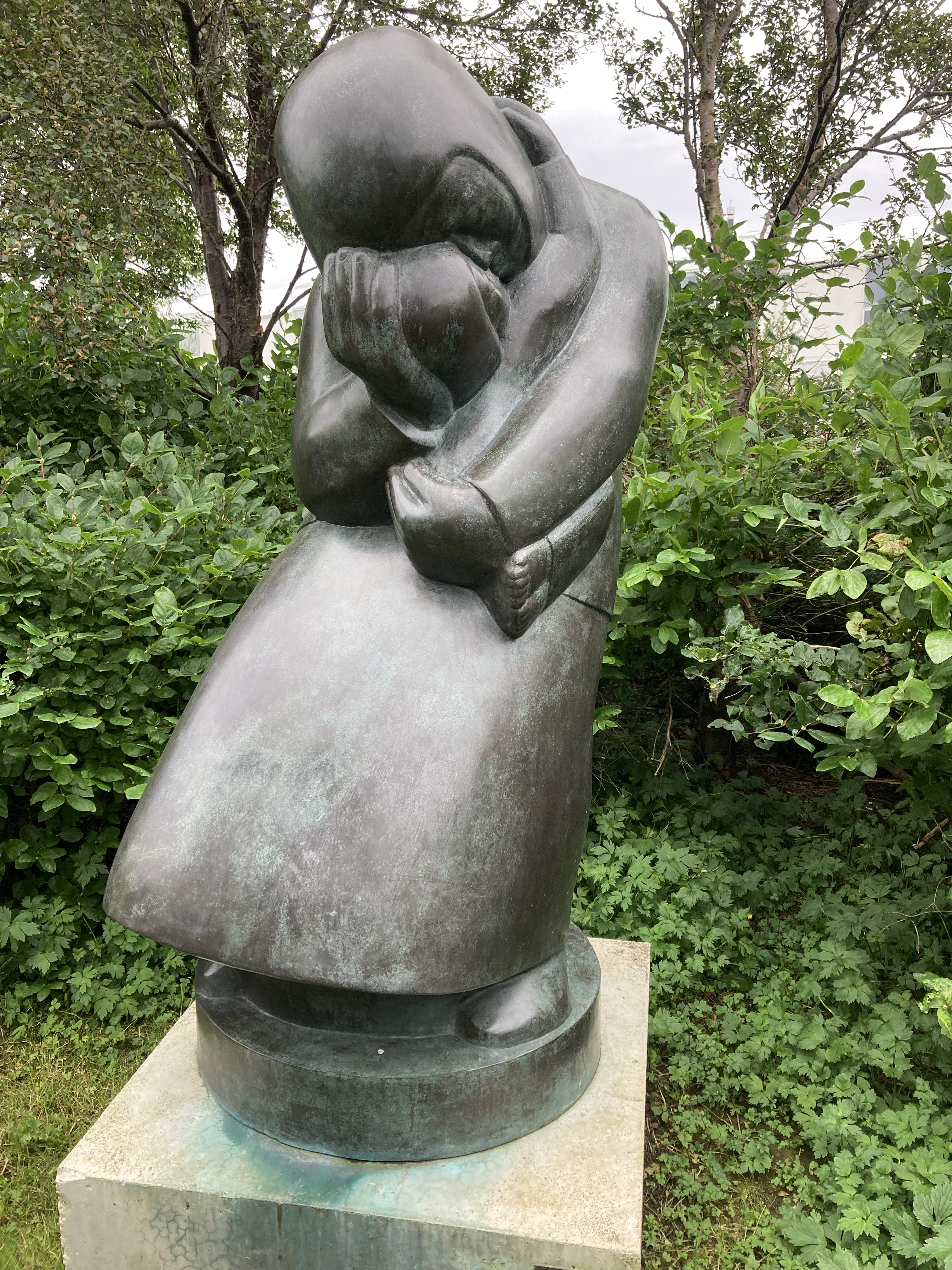
Über die Hügel fliegen
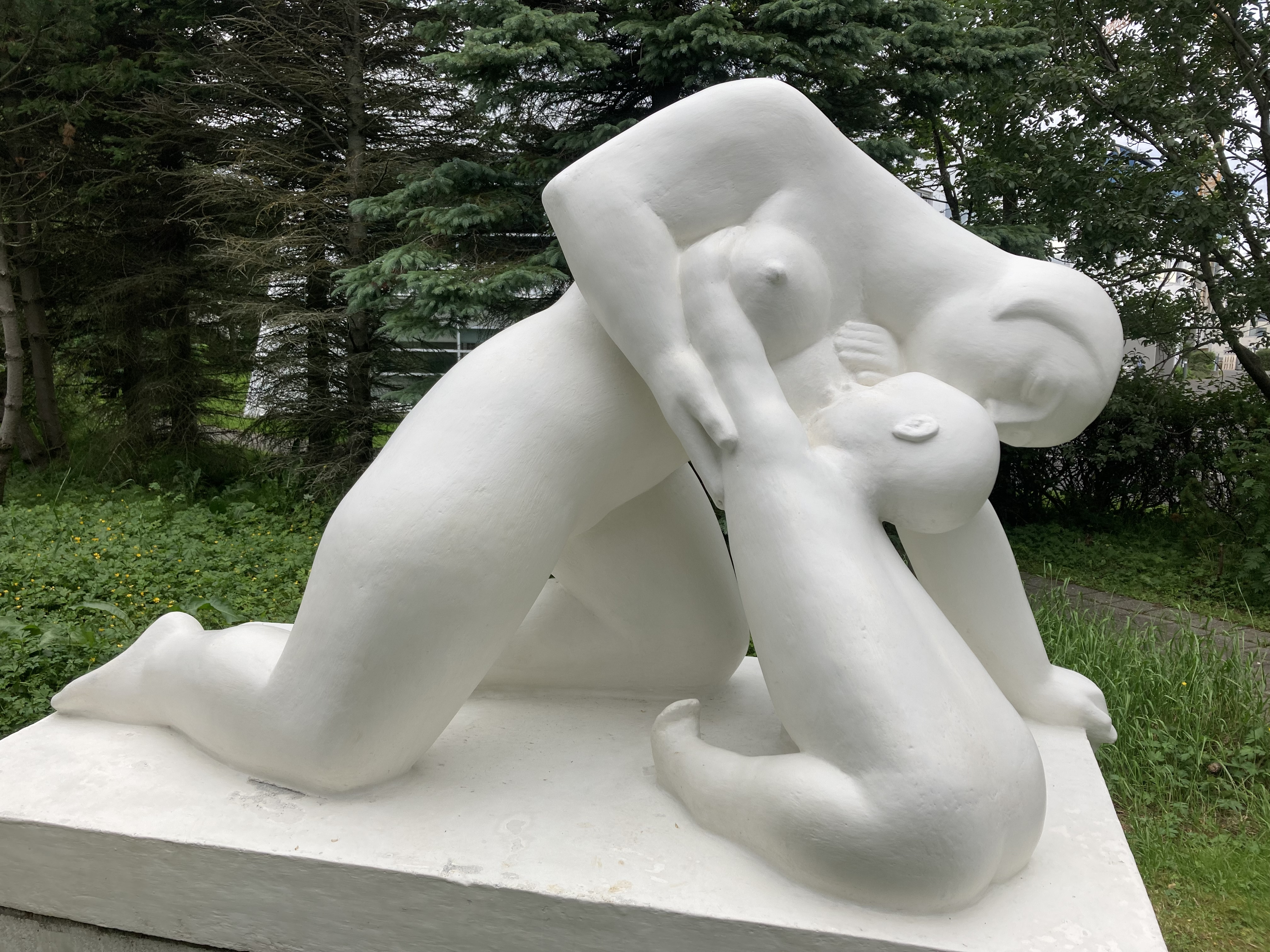
Mutter Erde
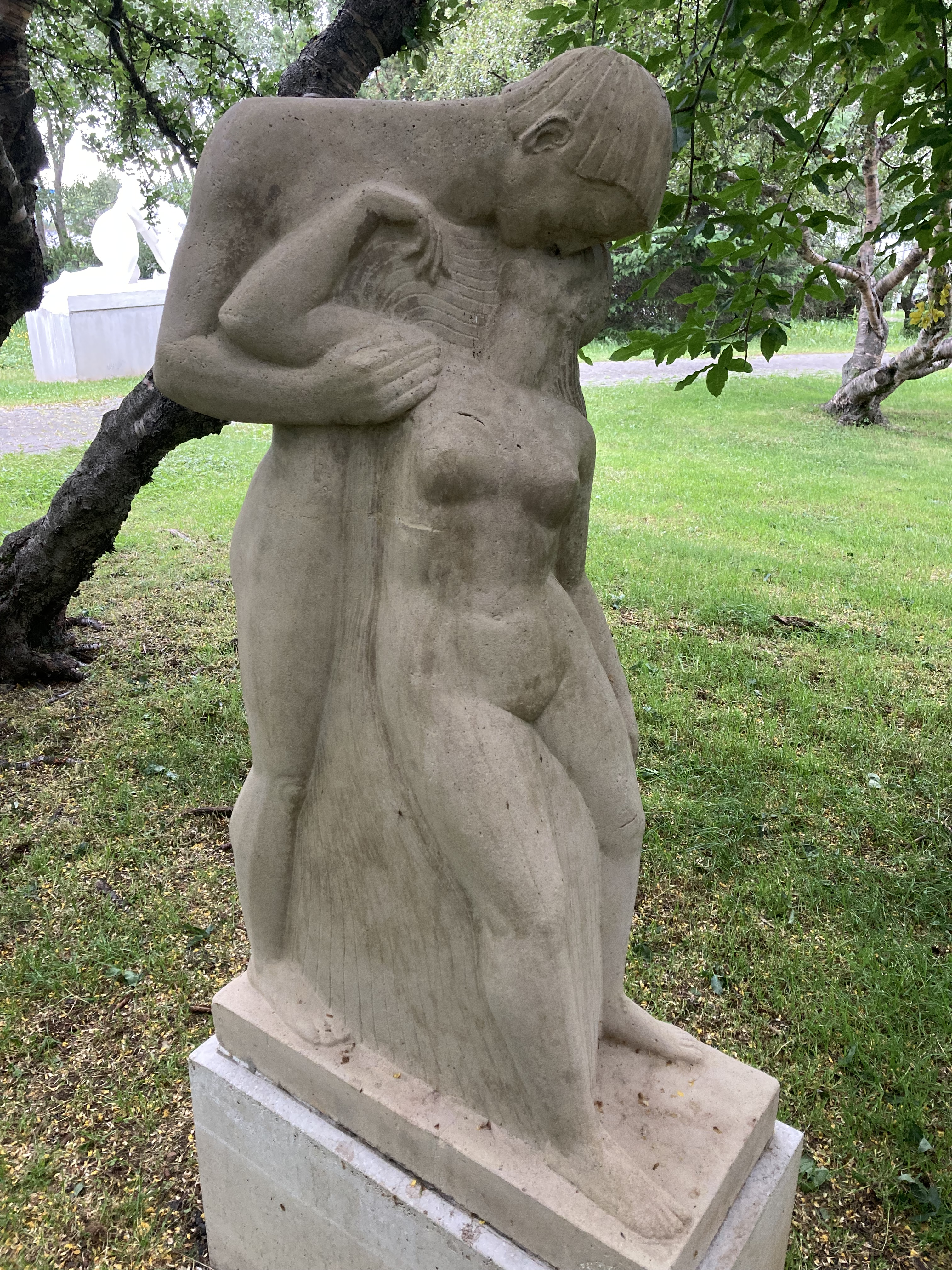
Der Kuss
Frau mit Butterfass
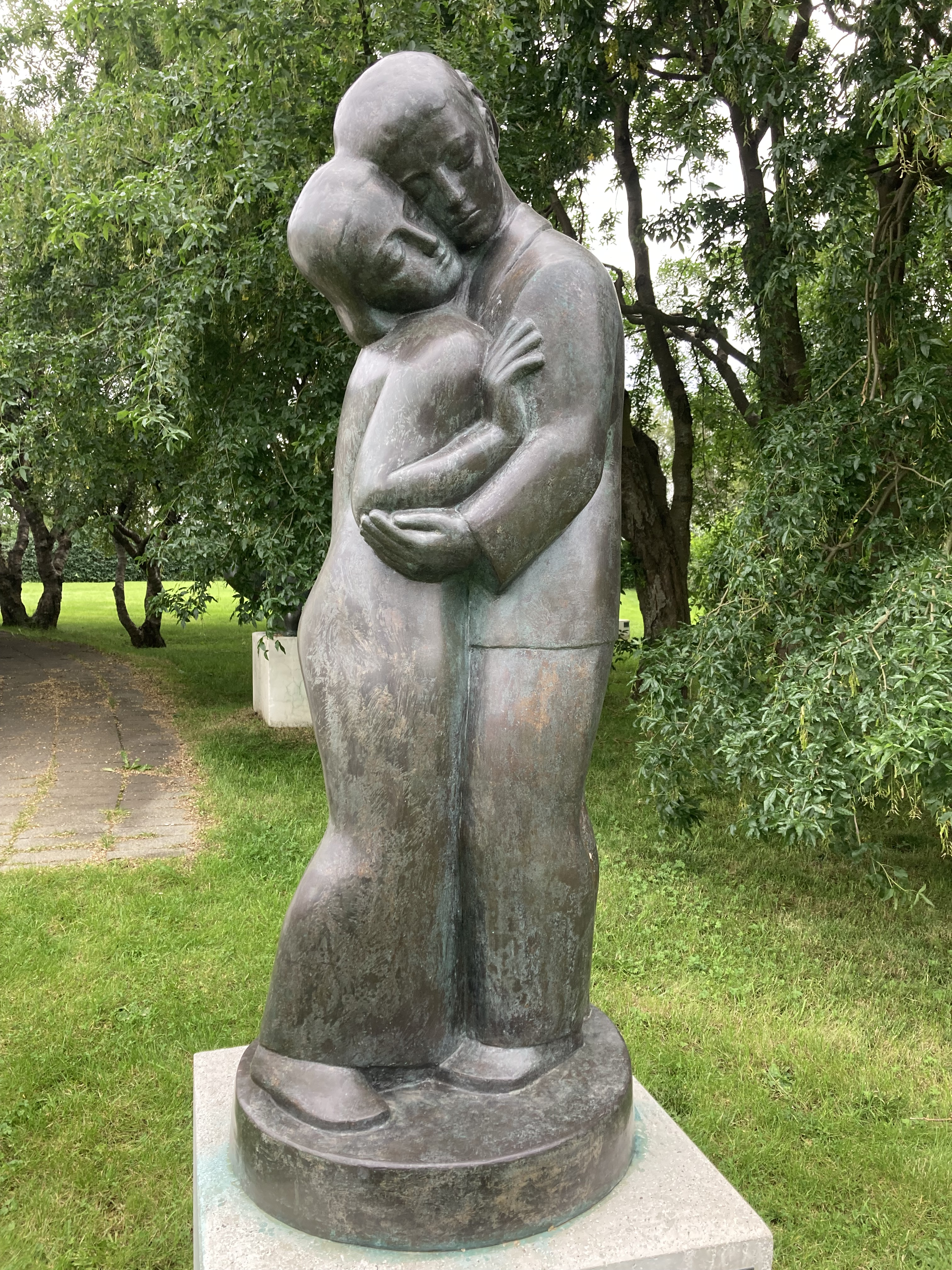
Ein Junge und ein Mädchen (1931–33)
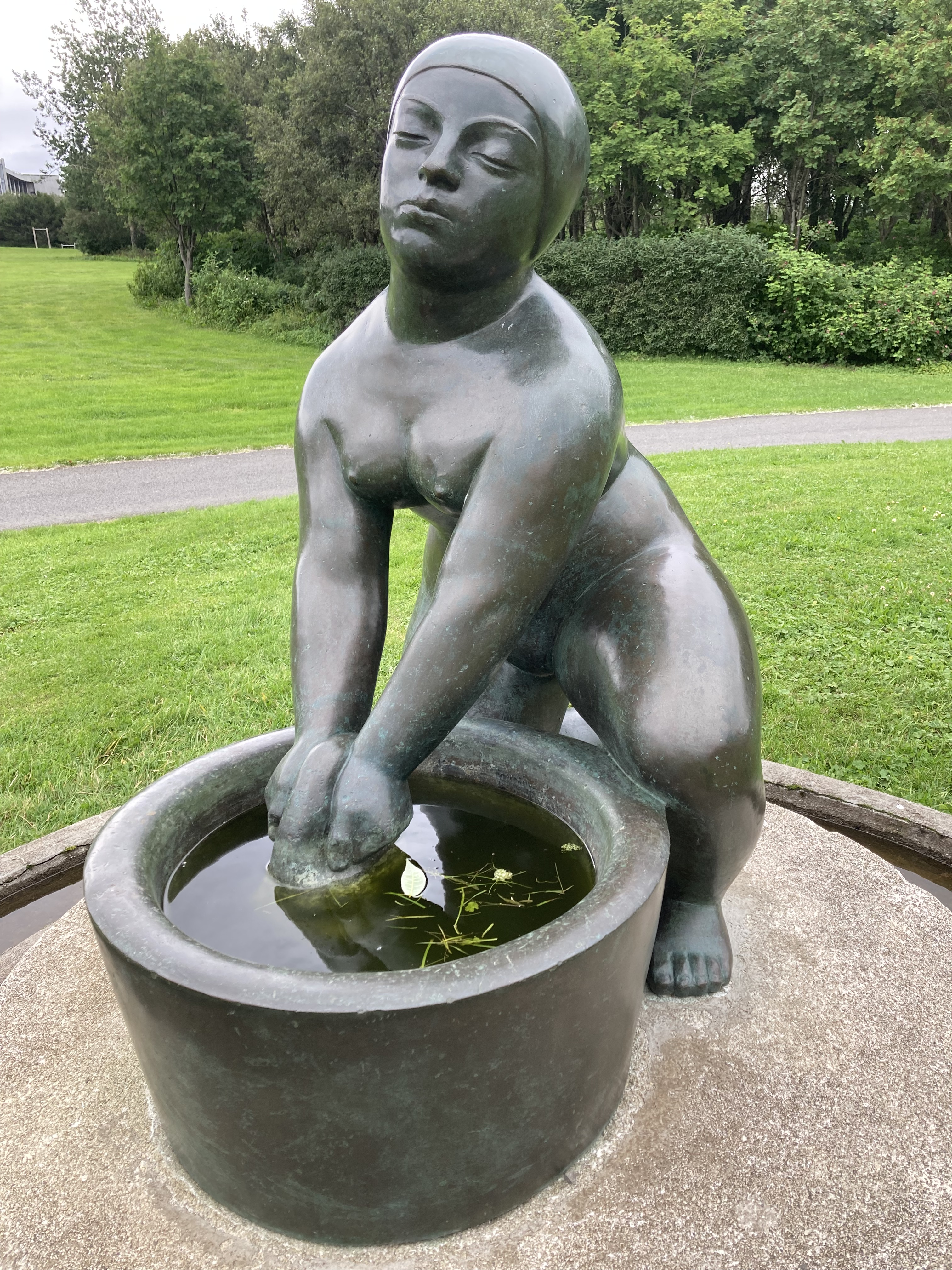
Die Wäscherin (1936)
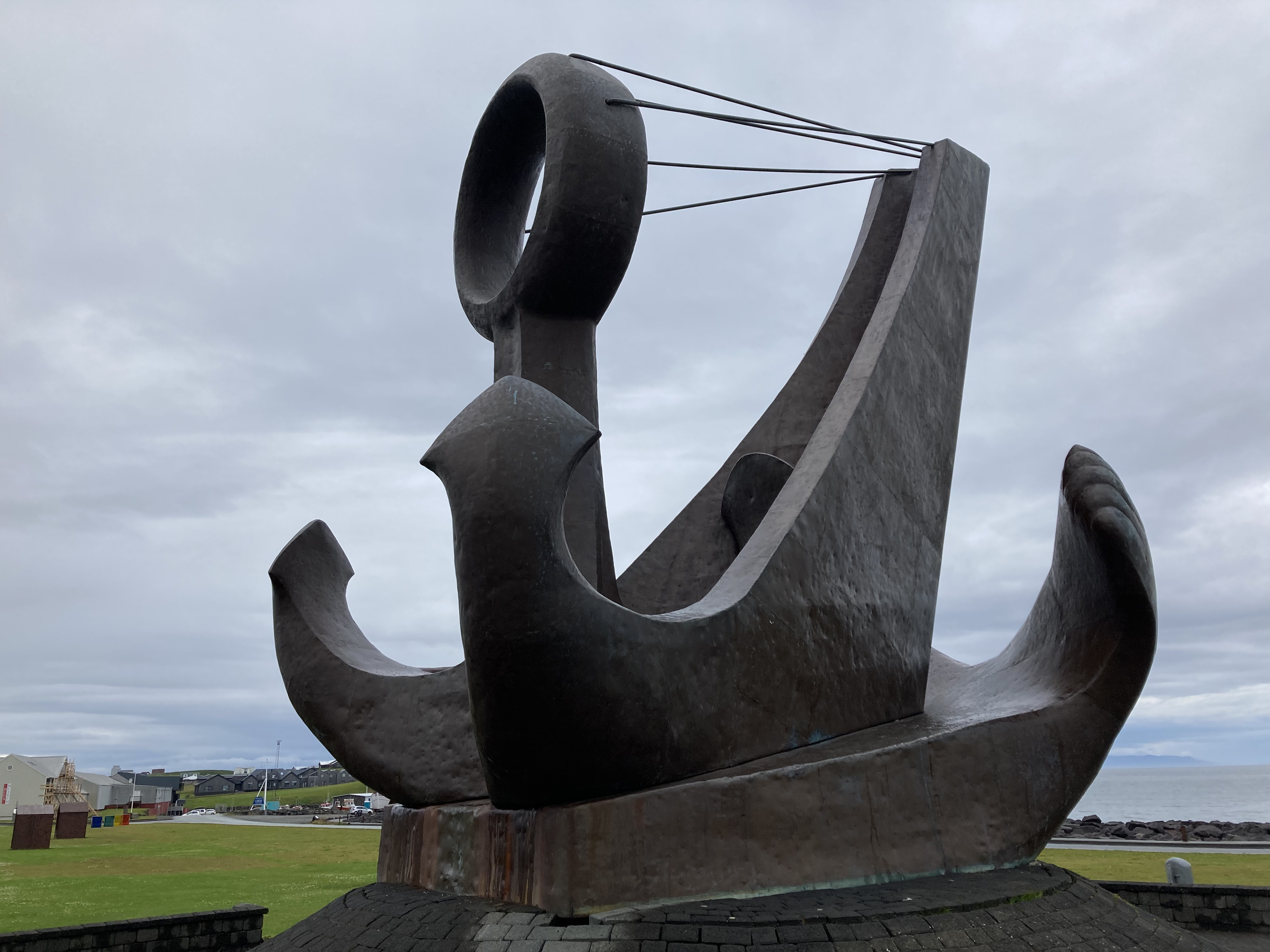
Fischerdenkmal